# Фітеція дівоча
Фітеція дівоча (лат. Phytoecia  virgula Charpentier, 1825) — вид жуків з родини вусачів.

## Поширення
Пан'європейський вид європейського зоогеографічного комплексу. Поширений в Європі, Туреччині, Росії, на Кавказі, Близькому Сході та в Казахстані.

## Опис
Ph. virgula є дрібним видом з довжиною тіла 7-12 мм. Передньоспинка з плоскою червоною округлою плямою в центрі диску. Загальне забарвлення тіла – чорне, за винятком передніх гомілок, верхівкових частин стегон та кінчика черевця, які є червоно-рудого кольору. У самців задні стегна добре помітним зубчиком

## Розвиток
Життєвий цикл виду триває рік. Кормовими рослинами є різні трав'янисті рослини родів: деревій (Achillea), полин (Artemisia), морква (Daucus), пижмо (Tanacetum), оман (Inula) та нечуйвітер (Hieracium).